# Bombardement d'Alger (1784)
Pour les articles homonymes, voir Bombardement d'Alger.
Conflits algéro-hispaniques
Le bombardement d'Alger de 1784 est une opération militaire espagnole menée en 1784 par Antoine Barcelo à la suite de son échec l'année précédente.

## Historique
L'opération est en réalité une large coalition de navires d'Espagne, du Portugal, de Malte, de Naples et de Toscane qui forme une escadre de 130 navires. Les navires mal dirigés n'infligent pas de dégâts significatifs à la ville, à peine touchent-ils quelques maisons. La défense algérienne est plus efficace, les batteries du port entretiennent un feu nourri.    
Elle se solde par un échec espagnol face aux défenses de la ville d'Alger et l'escadre rentre en Espagne pour se disperser, Combinée aux échecs des expéditions de 1775 et de 1783, l'opération met l'Espagne dans une position de négociation difficile vis-à-vis du gouvernement algérois  Les expéditions espagnoles ayant toutes connu un dénouement catastrophique , les Algériens emploient le terme de Spagnolata en Lingua franca pour désigner une entreprise militaire mal conçue, exécutée sans art et sans énergie.   
Le dey Mohamed Ben Othmane demande ainsi une indemnité de 1 000 000 pesos pour conclure une paix en 1785. À la suite s'ouvre une première période de négociation (1785-87) pour aboutir à une paix durable entre Alger et Madrid.

## Déroulement
L’amiral espagnol partit de Carthagène le 28 juin 1784 et parut devant Alger le 9 juillet, à tête de cent-trente bâtiments gros et petits, parmi lesquels on remarquait onze navires de Naples et huit de Malte. La flotte de guerre se composait de 26 vaisseaux, 30 bombardes, 24 canonniers et 21 galiotes. C’était une véritable croisade : par bref du 18 juin, le Pape avait accordé ses indulgences plénières et la bénédiction « in articulo mortis » à tous les combattants de l’armada.
Le temps resta mauvais jusqu’au 12, jour où le feu commença à huit heures du matin ; les canonniers algériens sortirent hardiment, vinrent engager la lutte à demi-portée de canon et forcèrent l’ennemi à se retirer. La division portugaise arriva le soir et prit part à son poste de combat ; mais les hostilités furent interrompues le 13 et le 14 par l’état de la mer. Le 15, les Reis attaquèrent les premiers, à six heures du matin, et restèrent encore maitres du champ de bataille. Le 16, le 17 et le 18, il y eut une série de petits combats ; dans la dernière des trois journées, les chevaliers de Malte se signalèrent par leur brillant courage, en descendant sur le môle au milieu d’une épouvantable canonnade pour incendier les radeaux à bombes. Le 19, on ne se battit qu’une heure ; le 21, 67 chaloupes d’Alger sortirent du port à huit heures, engagèrent une action qui dura jusqu’à midi et se termina à leur avantage ; elle fut rude et sanglante ; deux mille projectiles furent échangés de chaque côté. Le soir venu, l’amiral réunit le conseil de guerre et proposa de conduire une attaque générale sur le port et sur la ville ; il rencontra une opposition presque unanime, et l’ordre de départ fut donné le 22. Le 23 au soir, la flotte entière était partie, après avoir en vain utilisé 3379 boulets, 10680 boules, 2145 grenades et 401 boites à mitraille.

## Conséquences
Cette expédition marque la fin de la très peu glorieuse lutte espagnole contre la régence d'Alger: l'Espagne est obligée de conclure avec Alger et de payer les indemnités des dégâts subis à Alger du fait de l’expédition de 1775 et des deux bombardements de 1783 et 1784.